# Dezmon Briscoe
Pour les articles homonymes, voir Briscoe.
(en) Statistiques sur pro-football-reference
Dezmon Briscoe (né le 31 août 1989 à Dallas) est un joueur américain de football américain.

## Enfance
Dezmon naît de l'union de Alvin Briscoe et Shannon Greene. Il fait ses études à la Cedar High School où il joue dans l'équipe de football américain pendant deux saisons. En 2006, il reçoit trente-six passes pour 708 yards et onze touchdowns.

## Carrière

### Université
Il entre en 2007 à l'université du Kansas où il commence des études en éducation physique. Lors de sa première saison, il joue l'ensemble des treize matchs de la saison dont onze titularisation, réceptionnant quarante-trois passes pour 496 yards et sept touchdowns. Le magazine Sporting News lui décerne une mention honorable, le déclarant All-America. En 2008, il reçoit quatre-vingt-douze ballons pour 1407 yards et quinze touchdowns. Contre l'université de l'Oklahoma, il atteint le record de l'université en un seul match avec 269 yards, la meilleure performance de ce niveau en NCAA en 2008; il effectue sept matchs à plus de cent yards parcouru. Lors de l'Insight Bowl 2008, il reçoit quatorze ballons et fait vingt-quatre yards sur un coup d'envoi, étant nommé meilleur joueur offensif du match.
En 2009, il est à la réception quatre-vingt-quatre fois pour 1337 yards et neuf touchdowns. Il est nommé dans l'équipe de la saison pour la conférence Big 12. Il décide après de sauter sa dernière saison à l'université pour entrer sur la liste des joueurs pour le draft 2010.
Sur sa carrière universitaire, il reçoit 208 ballons pour 3240 yards et trente-et-un touchdown et bat les records de l'université pour ces catégories en seulement trois saisons.

### Professionnel
Dezmon Briscoe est sélectionné au sixième tour du draft de la NFL de 2010 par les Bengals de Cincinnati au 191e choix. Le 25 juin 2010, il signe un contrat de quatre ans avec les Bengals mais il n'est pas gardé dans l'équipe, étant libéré juste avant le début de la saison le 4 septembre.
Le lendemain, il signe avec les Buccaneers de Tampa Bay, jouant avec l'équipe d'entrainement. Le 30 novembre 2010, il est promu en équipe active, signant un nouveau contrat. Pour sa première saison en NFL, il entre au cours de deux matchs, réceptionnant six ballons pour quatre-vingt-treize yards, marquant un touchdown, le premier de sa carrière professionnelle.
Le 27 juillet 2012, il intègre l'équipe des Redskins de Washington.